# Paradictyna ilamia
Paradictyna ilamia är en spindelart som beskrevs av Forster 1970. Paradictyna ilamia ingår i släktet Paradictyna och familjen kardarspindlar. Inga underarter finns listade i Catalogue of Life.